# Братешти (Телеорман)
Братешти (рум. Brătești) насеље је у Румунији у округу Телеорман у општини Поени. Oпштина се налази на надморској висини од 142 m.

## Становништво
Према подацима из 2002. године у насељу је живело 117 становника, од којих су сви румунске националности.